# ANO 2011
Pour les articles homonymes, voir ANO.
ANO 2011 est un parti politique populiste tchèque. « Ano » signifie « oui » en tchèque.

## Histoire
Le parti est l'héritier de l'ancien mouvement Action des citoyens mécontents (en tchèque : Akce nespokojených občanů).
Il est fondé en 2012 et est dirigé par l'entrepreneur multimilliardaire Andrej Babiš. Il a pour but d'éliminer la corruption du pays, d'abolir l'immunité et les rendements du capital du personnel politique, de combattre le chômage et d'améliorer les infrastructures de transport. Idéologiquement, le parti se situe au centre droit de l'échiquier politique tchèque, et présente de nombreux points communs avec l'Union chrétienne démocrate – Parti populaire tchécoslovaque (KDU-ČSL), sans pour autant exclure de collaborer avec d'autres partis.
Andrej Babiš a déclaré lors d'une interview accordé après les élections, qu'il s'opposait à l'entrée de la République tchèque dans la zone euro et qu'ANO 2011 n'était pas favorable à un approfondissement de l'intégration européenne et à plus de bureaucratie bruxelloise.
Lors des élections législatives de 2013, ANO 2011 a créé la surprise, en remportant 18.7 % des suffrages exprimés, terminant deuxième derrière le Parti social-démocrate tchèque (ČSSD). Peu de temps après, il décide de se joindre à ce dernier et au  KDU-ČSL pour former le nouveau gouvernement, dirigé par le social-démocrate Bohuslav Sobotka.
Le 21 novembre 2014 le congrès du Parti de l'Alliance des libéraux et des démocrates pour l'Europe (ALDE) a accepté ANO 2011 comme membre.
Pavel Telička, tête de liste aux élections européennes de 2014 en République tchèque annonce son départ de la délégation d'ANO 2011 en octobre 2017.
Selon Jakub Patock, journaliste et biographe d'Andrej Babiš, le parti est organisé comme s’il était la propriété de ce dernier.

## Résultats électoraux

### Élections parlementaires
| Année | Voix      | %     | Rang | Sièges   | Gouvernement                        |
| ----- | --------- | ----- | ---- | -------- | ----------------------------------- |
| 2013  | 927 240   | 18,65 | 2e   | 47 / 200 | Sobotka                             |
| 2017  | 1 500 113 | 29,64 | 1er  | 78 / 200 | Babiš I (2017-18) et II (2018-2021) |
| 2021  | 1 458 140 | 27,13 | 2e   | 72 / 200 | Opposition                          |

### Élections présidentielles
| Année | Candidat            | 1er tour        | 1er tour        | 2e tour         | 2e tour         |
| Année | Candidat            | %               | Rang            | %               | Rang            |
| ----- | ------------------- | --------------- | --------------- | --------------- | --------------- |
| 2013  | Jiří Dienstbier Jr. | 16,1            | 4e              |                 |                 |
| 2018  | Ne concourt pas     | Ne concourt pas | Ne concourt pas | Ne concourt pas | Ne concourt pas |
| 2023  | Andrej Babiš        | 34,99           | 2e              | 41,68           | 2e              |

### Élections européennes
| Année | Voix    | %     | Mandats | Tête de liste   | Rang |
| ----- | ------- | ----- | ------- | --------------- | ---- |
| 2014  | 244 501 | 16,1  | 4 / 21  | Pavel Telička   | 1er  |
| 2019  | 502 343 | 21,2  | 6 / 21  | Dita Charanzová | 1er  |
| 2024  | 776 158 | 26,14 | 7 / 21  | Klára Dostálová | 1er  |

### Élections régionales
| Année 2020      | Année 2020 | Année 2020 |
| Région          | %          | Sièges     |
| --------------- | ---------- | ---------- |
| Bohême centrale | 18,54      | 15 / 65    |
| Bohême-du-Sud   | 18,12      | 12 / 55    |
| Plzeň           | 22,50      | 12 / 45    |
| Karlovy Vary    | 24,79      | 13 / 45    |
| Ústí nad Labem  | 25,88      | 17 / 55    |
| Liberec         | 17,85      | 10 / 45    |
| Hradec Králové  | 22,04      | 12 / 45    |
| Pardubice       | 19,61      | 11 / 45    |
| Vysočina        | 18,48      | 10 / 45    |
| Moravie-du-Sud  | 19,76      | 15 / 65    |
| Olomouc         | 27,01      | 18 / 55    |
| Zlín            | 19,08      | 9 / 45     |
| Moravie-Silésie | 30,24      | 24 / 65    |